# Sobięcin
Sobięcin est un village de Pologne, située dans le gmina de Mrągowo, dans le powiat de Mrągowo, dans la voïvodie de Varmie-Mazurie.

## Histoire
Sobięcin est attesté sous le nom allemand de Kleinsruh en 1825 comme lieu d'habitation dans la commune de Kiersztanowo (dénommée alors Kerstinowen, puis Kersten de 1938 à 1945, en Prusse orientale). En 1839, Kleinsruh est mentionné un village de sept habitants, en 1905, un village de huit habitants.
À la fin de la seconde guerre mondiale, en 1945, Kleinsruh, comme tout le sud de la Prusse orientale, est rattaché à la Pologne en 1945 et prend le nom polonais de Sobięcin.